# فریب (فیلم ۱۹۴۶)
فریب (انگلیسی: Deception) فیلمی در ژانر درام به کارگردانی اروینگ رپر است که در سال ۱۹۴۶ منتشر شد. از بازیگران آن می‌توان به بت دیویس و کلود رینس اشاره کرد.